# Louis Marchand
Louis Marchand (/lwi maʁˈʃɑ̃/; Lione, 2 febbraio 1669 – Parigi, 17 febbraio 1732) è stato un organista e compositore francese.

## Biografia
Cavaliere dell'Ordine di San Michele, organista del re a Versailles e di più chiese a Parigi, Louis Marchand nacque a Lione nel 1669. Giovane, privo di qualsivoglia risorsa e senza alcuna raccomandazione, ma già molto abile nella sua arte, si recò a Parigi. Il caso lo condusse alla chiesa dei gesuiti nel momento in cui si attendeva l'organista. Pervenne lì, con le sue richieste, ottenere l'accesso allo strumento e vi mostrò un'abilità rara per la sua età. Avendo questa circostanza determinato i padri ad ammetterlo al collegio e a fornirlo di tutto ciò di cui aveva bisogno, Marchand approfittò di questa occasione e si applicò con tanto zelo allo studio della musica che gli vennero offerti tutti i posti di organista allora vacanti. C'erano periodi in cui ne ricopriva anche cinque o sei alla volta. Il suo carattere capriccioso e bizzarro, tuttavia, fu la causa che lo portò a veder danneggiata non solo la sua fortuna, ma la sua stessa reputazione, tanto da essere esiliato dalla Francia nel 1717.
Obbligato a lasciare la sua patria, si recò a Dresda, dove si accattivò i favori del re di Polonia, al punto che gli offrì un posto di organista con un trattamento di parecchie migliaia di scudi. Ciò nonostante, Volumier, allora maestro di concerto a questa corte, conoscendo il carattere bizzarro di Marchand, sia per propria esperienza che attraverso i rapporti dei suoi compatrioti, desiderava umiliarlo, o, piuttosto, allontanarlo dalla corte. Conoscendo il talento straordinario di Johann Sebastian Bach, allora organista di corte a Weimar, lo invitò a venire a Dresda allo scopo di disputare una competizione con Marchand.
Di questo episodio esistono diverse versioni. Secondo Johann Nikolaus Forkel, che riprende il necrologio scritto da Carl Philipp Emanuel, in città Bach assistette ad un concerto di Louis Marchand. Successivamente, dietro pressione di Jean Baptiste Volumier, konzertmeister di Dresda che non aveva simpatia per Marchand, Bach gli inviò una lettera proponendogli una battaglia all'organo: Bach si impegnava ad improvvisare su qualsiasi tema proposto dal suo rivale francese a patto che questi, ovviamente, fosse disposto a fare altrettanto. L'incontro venne organizzato a casa del primo ministro von Flemming, ma Marchand non si presentò. Sempre secondo Forkel gli venne allora mandato un messo a casa, il quale tornò riferendo che Marchand aveva lasciato la città in tutta fretta ed era tornato in Francia.
Invece secondo Friedrich Wilhelm Marpurg, che afferma di aver sentito l'episodio raccontato da Bach stesso, Bach assistette a Dresda ad un concerto di Marchand a sua insaputa. Dopo che Marchand eseguì un'aria francese e dopo che venne molto applaudito, sia per le variazioni che vi aveva fatto che per la vivacità dell'esecuzione, Jean Baptiste Volumier, konzertmeister di Dresda, invitò Bach ad esibirsi anch'egli al clavicembalo. Bach, dopo un breve preludio, riprese il tema dell'aria che Marchand aveva suonato prima, lo ripeté interamente a memoria, incluse le variazioni, e improvvisò anche dodici variazioni nuove, più difficili e brillanti di quelle di Marchand.
Non contento del suo trionfo, Bach presentò a Marchand un tema che aveva annotato a penna e lo invitò ad una competizione all'organo, ma Marchand non volle rischiare una disfatta completa, partì da Dresda e tornò in Francia.
Di ritorno a Parigi la sua reputazione divenne così straordinaria che era necessario aver preso per qualche mese lezioni da lui se si voleva essere considerati uomini di buon gusto. Il gran numero dei suoi allievi, in tutti i quartieri di questa città, gli diede l'idea di prendere venti alloggi allo stesso tempo, ciascuno in un quartiere diverso, che abitava per un mese o poco più, secondo il suo capriccio, prendendo allievi fra i giovani del vicinato e chiedendo un luigi d'oro per ciascuna lezione. Sebbene i suoi guadagni ammontassero così pressappoco a 10 luigi al giorno, non erano tuttavia sufficienti alle spese che faceva e che continuò a fare anche quando le sue entrate diminuirono, di modo che, quando morì, nel 1732, era nella miseria più assoluta.
Marchand venne sepolto nel vecchio Cimitero degli Innocenti.

## Opere
Si hanno di Marchand:
- due libri di pezzi per clavicembalo pubblicati da Ballard (1699 e 1703);
- un libro di quattordici pezzi per clavicembalo manoscritti (scoperti nel 2003);
- un libro di composizioni per organo;
- poche composizioni vocali;
- la musica di un'opera intitolata Pyrame et Tisbe, mai rappresentata.